# Yūsuke Takahashi (Leichtathlet)
Yūsuke Takahashi (japanisch 高橋 悠介 Takahashi Yūsuke; * 28. Juli 1999) ist ein japanischer Mittelstreckenläufer, der sich auf den 1500-Meter-Lauf spezialisiert hat.

## Sportliche Laufbahn
Erste internationale Erfahrungen sammelte Yūsuke Takahashi im Jahr 2023, als er bei den Asienmeisterschaften in Bangkok in 3:42,04 min auf Anhieb die Silbermedaille über 1500 Meter hinter dem Inder Ajay Kumar Saroj gewann.

## Persönliche Bestzeiten
- 800 Meter: 1:48,92 s, 13. September 2020 in Niigata
- 1500 Meter: 3:38,69 min, 2. Juni 2023 in Osaka